# Brett Geeves
Brett Geeves (ur. 13 czerwca 1982 w Hobart) – australijski krykiecista, praworęczny bowler rzucający w stylu medium-fast.  Reprezentant Tasmanii, członek drużyny Delhi Daredevils w Indian Premier League.  30 sierpnia 2008 powołany do reprezentacji Australii na jeden mecz, na miejsce zawieszonego dyscyplinarnie Andrew Symondsa.